# Tommy Bond
Thomas Ross Bond (*  16. September 1926 in Dallas, Texas; † 24. September 2005 in Los Angeles, Kalifornien) war ein US-amerikanischer Schauspieler.

## Leben
Bereits mit fünf Jahren startete der lockenköpfige Bond seine Karriere als Schauspieler in den Hal Roach Studios in Los Angeles, nachdem er von Agenten Roachs bei Probeaufnahmen für ein Magazin in Dallas entdeckt worden war. Er spielte ab 1933 die Rolle des netten „Tommy“ bei der beliebten Kurzfilmserie Our Gang (zu Deutsch: Die kleinen Strolche). Im folgenden Jahr verließ er zunächst die Kleinen Strolche und spielte anschließend kleinere Rollen in verschiedenen Langfilmen, durch die er sich als Darsteller von verzogenen Bälgern profilieren konnte. 1937 kehrte er zu den Kleinen Strolchen zurück, wo er nun in einer anderen Rolle den tyrannischen Schläger Butch the Bully verkörperte und Sidney Kibrick als sein Sidekick Woim fungierte. Auch in anderen Filmen war er als fieses Kind zu sehen, so liefert er sich eine heftige Auseinandersetzung mit Laurel und Hardy in ihrem Film Die Klotzköpfe (1938).
In der Rolle des Joey Pepper war Bond ab 1939 in mehreren Five-Little-Peppers-Familienfilmen zu sehen. 1940 verließ er die Kleinen Strolche. Ende der 1940er-Jahre spielte der inzwischen erwachsene Bond in zwei Teilen der Superman-Kinoserials dieser Jahre den jungen Fotografen Jimmy Olsen, Supermans selbsternannten „besten Freund“. Er wurde dadurch der erste Filmdarsteller des Jimmy Olsen. Häufiger musste sich Bond im Erwachsenenalter aber mit kleineren Nebenrollen begnügen. So verlegte er sich ab 1951 auf eine neue Tätigkeit beim Fernsehen, wo er im Laufe der Jahrzehnte in verschiedenen Funktionen als Regisseur, Produzent, Bühnenmanager und Chefrequisiteur arbeitete. Anfang der 1990er-Jahre ging er in den Ruhestand. Nach 1951 übernahm er nur noch Nebenrollen in zwei Filmen: The Love Machine (1971) und Bob’s Night Out (2004).
Bond war von 1953 bis zu seinem Tod mit der Schauspielerin und früheren „Miss California“ Polly Bond (1928–2013) verheiratet. Aus der Ehe ging ein Sohn, der Produzent und Filmemacher Thomas Ross Bond Jr. (* 1964), hervor. 1994 veröffentlichte Tommy Bond eine Autobiographie mit dem Titel Darn Right Its Butch: Memories of Our Gang, the Little Rascals. Er starb im September 2005 mit 79 Jahren an Komplikationen einer Herzerkrankung. Seine Grabstätte befindet sich auf dem Riverside National Cemetery.

## Filmografie (Auswahl)
Als Schauspieler
- 1933–1934, 1937–1940: Die kleinen Strolche (Our Gang, 27 Kurzfilme), darunter u. a.
  - 1933: Forgotten Babies
  - 1933: Die kleinen Strolche - Mush and Milk
  - 1933: Die kleinen Strolche – Spanky beim Fotografen (Wild Poses)
  - 1937: Framing Youth
  - 1938: Practical Jokers
  - 1940: Bubbling Troubles
- 1936: Next Time We Love
- 1936: Lustige Sünder (Libeled Lady)
- 1938: Laurel und Hardy – Die Klotzköpfe (Block-Heads)
- 1939: Five Little Peppers and How They Grew
- 1940: Five Little Peppers at Home
- 1940: Five Little Peppers in Trouble
- 1940: Out West with the Peppers
- 1943: Dies ist mein Land (This Land Is Mine)
- 1948: Superman
- 1949: Kesselschlacht (Battleground)
- 1949: Griff in den Staub (Intruder in the Dust)
- 1949: Hoher Einsatz (Any Number Can Play)
- 1949: Tokio-Joe (Tokyo Joe)
- 1950: Atom Man vs. Superman
- 1951: Bedtime for Bonzo
- 1971: Die Liebesmaschine (The Love Machine)
- 2004: Bob’s Night Out